# Krasnoflotskoje (Kaliningrad, Selenogradsk)

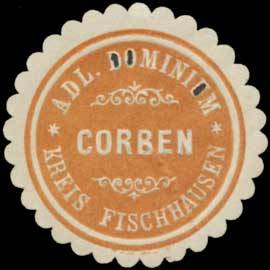
Siegelmarke Adl. Dominium Corben

Krasnoflotskoje (russisch Краснофлотское, deutsch Korben) ist ein Ort in der russischen Oblast Kaliningrad. Er gehört zur kommunalen Selbstverwaltungseinheit Stadtkreis Selenogradsk im Rajon Selenogradsk.

## Geographische Lage
Krasnoflotskoje liegt neu Kilometer südlich der Kreisstadt Selenogradsk (Cranz) und 18 Kilometer nördlich der Oblasthauptstadt Kaliningrad (Königsberg). Eine Stichstraße führt von Kaschtanowka (Mollehnen) an der russischen Fernstraße A 191 (ehemalige deutsche Reichsstraße 128) direkt in den Ort. Kaschtanowka ist auch die nächste Bahnstation und liegt an der Bahnstrecke Kaliningrad–Selenogradsk–Pionerski (Königsberg–Cranz–Neukuhren).

## Geschichte
Das früher Korben genannte Gutsdorf wurde im Jahre 1405 gegründet. Der Name Curwin/Cuwerin stammt wohl von „Curwis“ = „Ochse“. Um 1450 erhielt das Gut als Sitz der prußischen Familie Kariothe eingeschränkte adlige Rechte. Eigentumsnachfolger war Andreas Gnadkowius, dessen letzter Erbe das Gut an den Oberstleutnant von Klitzing verkaufte.
Im Jahre 1777 wurde das Gut Domäne. Besitzer war der Etatminister und Kanzler Friedrich Alexander von Korff. Letzter Eigentümer war Gutsbesitzer Siebert.
Im Jahre 1874 wurde der Gutsbezirk Korben in den neu errichteten Amtsbezirk Laptau (heute russisch: Muromskoje) eingegliedert. Er gehörte zum Landkreis Fischhausen im Regierungsbezirk Königsberg der preußischen Provinz Ostpreußen. Im Jahre 1910 lebten in Korben 108 Menschen.
Am 1. Januar 1929 verlor Korben seine Eigenständigkeit, als es sich mit Mollehnen (heute russisch: Kaschtanowka) und Trentitten (Saizewo) zur neuen Landgemeinde Trentitten zusammenschloss und nun zudem in den Amtsbezirk Schugsten (Berjosowka) umgegliedert wurde.
Infolge des Zweiten Weltkrieges kam Korben innerhalb des nördlichen Ostpreußen zur Sowjetunion. Der Ort erhielt im Jahr 1947 die russische Bezeichnung Krasnoflotskoje und wurde gleichzeitig dem Dorfsowjet Melnikowski selski Sowet im Rajon Primorsk zugeordnet. Später gelangte der Ort in den Muromski selski Sowet. Von 2005 bis 2015 gehörte Krasnoflotowskoje zur Landgemeinde Kowrowskoje selskoje posselenije und seither zum Stadtkreis Selenogradsk.

## Ordenshof Reuschenhof
Der Reuschenhof war Verwaltungsmittelpunkt des Kammeramts Natangen war die "curia Nathamgyn"  in der Hochmeister Dietrich von Altenburg 341 vier Urkunden ausstellte. Noch im 14. Jahrhundert bürgerte sich für den Hof der Name Reuschenhof ein, erstmals 1389 belegt. Der Reuschenhof lag am nördlichen Ende von Rosenberg etwa 250 m vom Haff entfernt. Ein dortiges Wohnhaus hieß im Volksmund Reinischenhof. Jedoch wurde auch das Vorwerk Reinischenhof mit dem Ordenshof identifiziert. von 1405 bis 1414 wurden hier Bauarbeiten durchgeführt So wurden 1405 fünf Mark ausgegeben um das Haus zu decken. Der Kämmerer des Hofes war ein Pruße, der seine Leute zu Diensten einteilte und Streitigkeiten schlichtete. Hier befand sich auch der Richtplatz. Man unterschied das Fastengericht, das Sommergericht am Margaretentag und das Herbstgericht zu Martini. Zu diesen Terminen kamen Ordensritter oder sogar der Komtur aus Balga. Nur wenige Kämmerer sind namentlich bekannt, so ein Hennico Liow 364, Erasmus 146, Lircho. Nach dem Ende des Dreizehnjährigen Kriegs wurde der Name zu Reschen Kammeramt. Im Jahr 1493 verlor der Reuschenhof seine Bestimmung und wurde an die Gröbel übertragen.

## Kirche
Die Bevölkerung Korbens vor 1945 war überwiegend evangelischer Konfession. Der Ort war in das Kirchspiel Laptau (heute russisch: Muromskoje) eingepfarrt, das zum Kirchenkreis Königsberg-Land II innerhalb der Kirchenprovinz Ostpreußen der Kirche der Altpreußischen Union gehörte. Heute liegt Krasnoflotskoje im Einzugsbereich der in den 1990er Jahren neu entstandenen evangelisch-lutherischen Gemeinde in Selenogradsk (Cranz), einer Filialgemeinde der Auferstehungskirche in Kaliningrad (Königsberg) innerhalb der Propstei Kaliningrad der Evangelisch-lutherischen Kirche Europäisches Russland.

## Persönlichkeiten
- Fritz Brüderlein (1886–1945), deutscher Widerstandskämpfer gegen die nationalsozialistische Gewaltherrschaft